# Maaroom
Maaroom – miasto w Australii, w stanie Queensland.